# Холодный рай (книга)
Холодный рай — книга писателя и сценариста Брайана Мура. Автор родился в Северной Ирландии, эмигрировал в Канаду, позднее жил в США. Роман был опубликован в 1983 году.

## Сюжет
Действие романа происходит в Ницце, Нью-Йорке и Кармеле (Калифорния) и повествует о бывшей католичке Мари Дэвенпорт. Героиня собирается бросить мужа Алекса ради любовника Дэниела. В это время муж Алекс погибает в аварии, а затем чудесным образом воскресает из мёртвых. В романе подробно описывается дилемма верующей Мари, столкнувшейся с явным чудом воскрешения мужа.

## Автобиографическая ссылка
Случай из романа о гибели и воскрешении Алекса описан по мотивам личных событий жизни Б. Мура. В 1956 году автор романа был сбит на одном из озер Канады моторной лодкой и получил множественные переломы черепа.

## Критика
В своей рецензии на книгу для газеты The New York Times, Фрэнсис Талиаферро описала «Холодный рай» как «унылое разочарование, скучный роман». Она отметила: «Намерения Брайана Мура в отношении романа неясны. Он начинается с многообещающей динамики и выглядит так, как будто превратится в психологический триллер, но первоначальное напряжение переходит в кризис. Для читателей, склонных поверить в чудеса, разделы романа о событиях в Кармеле могут быть увлекательными, но неискушенные в вере не найдут ни удовлетворительного исследования психологии видений невольного чуда, ни полностью реализованного портрета грешника, который становится невольным агентом Бога».
Название и метафизическое значение «Холодного рая», согласно критике Холлварда Дали, отразили продолжающееся влияние писателя Уильяма Батлера Йейтса на творчество Б. Мура. Публицист говорит: «Есть много отголосков его более ранних романов, описывающих события в Ницце, Нью-Йорке и Кармеле. Автор также использует повторяющиеся темы, как супружеская неверность, вина, повседневные конфликты между верой и неверием, между свободной волей и различными формами детерминизма … Капитуляция читателя перед основными элементами истории триллера … вскоре подкрепляется участием в метафизических и духовных дилеммах Мари. Таким образом, читатель совсем не уверен в том, освободится ли она в конце повествования от греха или должна будет, как говорит Йейтс в стихотворении с тем же названием, «поражена несправедливостью небес из-за наказания».

## Экранизация
В 1992 году роман был экранизирован в США.

### Создатели фильма
- Режиссер Николас Роуг

#### Актеры
- Тереза Рассел (Theresa Russell) в роли Мари Дэвенпорт;
- Марк Хармон (Mark Harmon) в роли Алекса;
- Джеймс Руссо (James Russo) — Дэниел;

#### Сценарий
- Аллан Скотт (Allan Scott);
- Брайан Мур (Brian Moore);